# It’s for You (песня Силлы Блэк)
«It’s for You» — сингл ливерпульской певицы Силлы Блэк, выпущенный в 1964 году. Сингл достиг 7-й строчки в национальном хит-параде Великобритании и 79-й в США. Заглавная песня была написана Джоном Ленноном и Полом Маккартни, но в репертуар The Beatles не входила. На второй стороне пластинки была помещена песня «He Won’t Ask Me». Её автор — Бобби Уиллис — будущий муж певицы и автор её ранних би-сайдов. Сингл вышел в разгар битломании, а предыдущие два сингла певицы («Anyone Who Had a Heart» и «You’re My World») становились хитами № 1 в Великобритании.
В 1982 году свою версию песни «It’s for You» предложил голландский певец Бас Мёйс (нидерл. Bas Muijs), участник группы Stars on 45, имитатор вокала Леннона. Его альбом называется Lennon & McCartney Secret Songs.